# SAABO
SAABO – kamper/przyczepa kempingowa produkowana przez szwedzkiego producenta samochodów osobowych Saab w latach 1964 - 1968. Przyczepa budowana była w Ljunga w Norrköping. Wyprodukowane zostało prawdopodobnie 438 egzemplarzy.

## Historia i opis

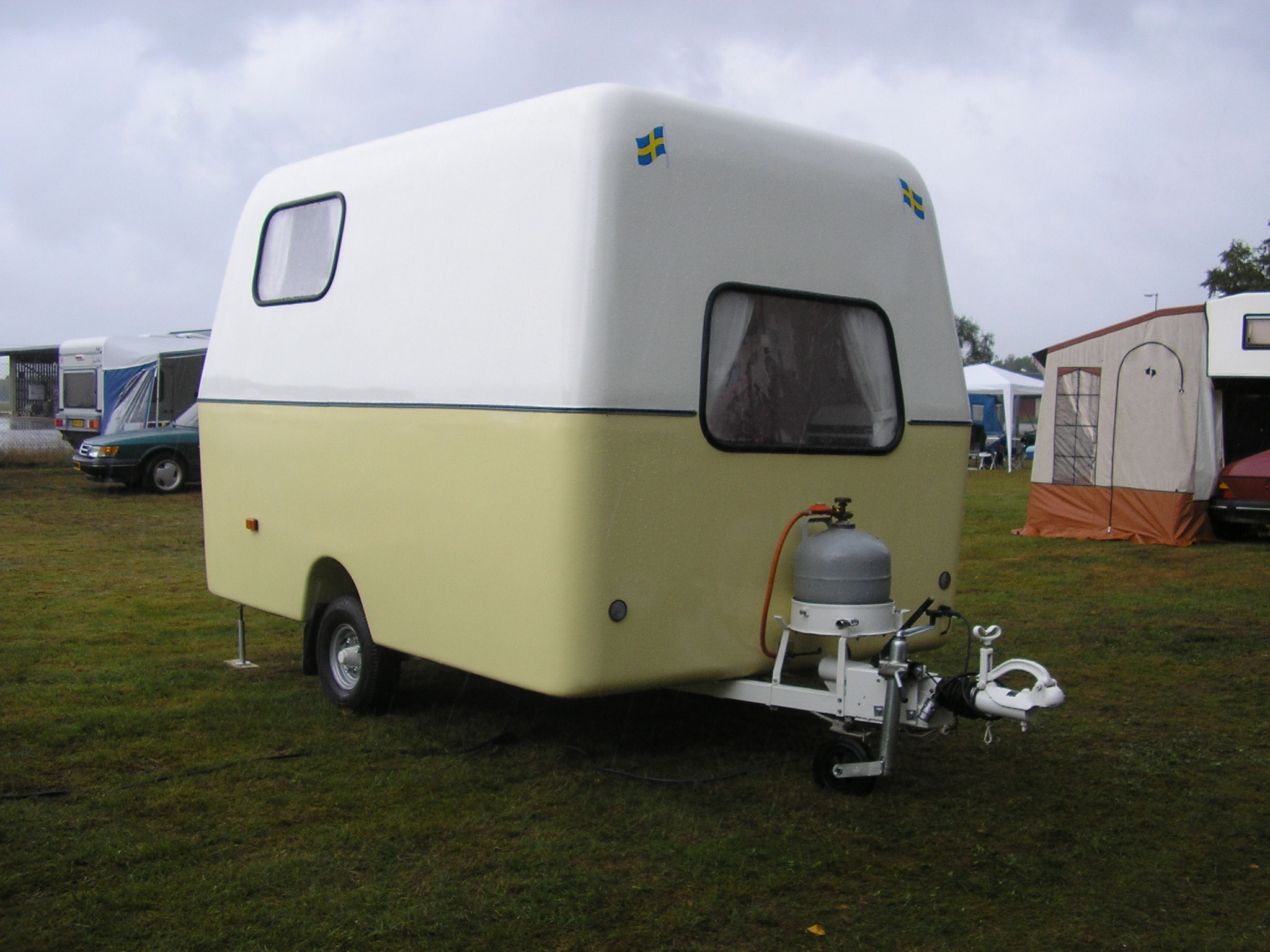
Przyczepa kempingowa SAABO

Projekt został zapoczątkowany przez Bo Bjernekull z Ljunga oraz Birgera Lindberga z Saaba. Początkowo miał to być projekt poduszkowca dla szwedzkiego wojska. Pierwsze prototypy wyprodukowane zostały bez hamulców, w które przyczepa została szybko wyposażona ponieważ przyczepa była przeznaczona głównie dla pojazdu z dwusuwowym silnikiem o mocy 25 lub 38 KM (Saab 96). Wykonana została z dwóch połówek wzmocnionego tworzywa sztucznego wzmocnionego włóknem szklanym.
Przyczepa jest w stanie pomieścić cztery osoby. Wnętrze składa się z kanapy, stołu kuchennego, zlewu oraz dwóch szafek.
- Długość całkowita: 3600 mm
- Szerokość: 1840 mm
- Wysokość: 2100 mm
- Wysokość we wnętrzu: 1800 mm
- Masa własna: 230 kg
- Koszt w chwili premiery: 4950 SEK